# Westphalen (Adelsgeschlecht)

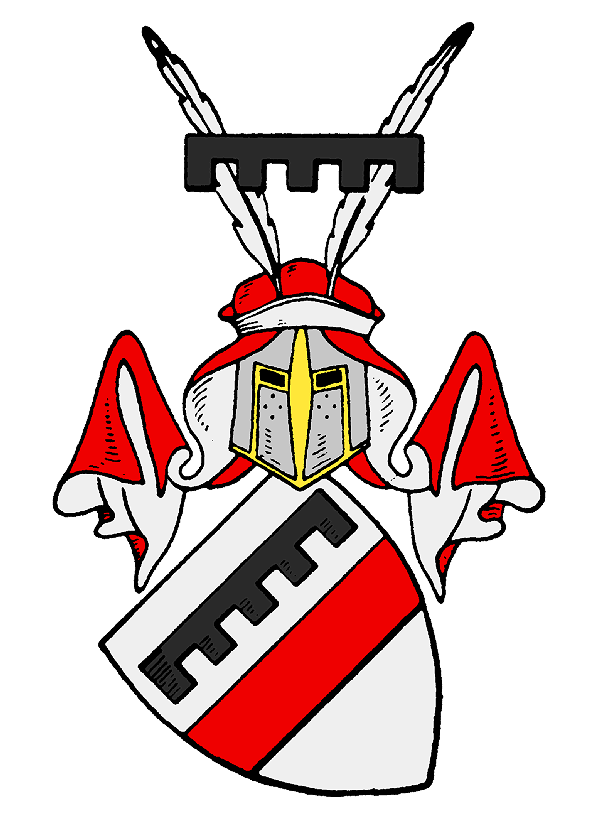
Wappen derer von Westphalen

Westphalen ist der Name eines alten ostwestfälischen Adelsgeschlechts. Die Herren von Westphalen erschienen erstmals in der Mitte des 13. Jahrhunderts und gehörten zum Uradel in den ursprünglich engerschen Landschaften. Zweige der Familie bestehen bis heute.
Keine Verwandtschaft besteht zu der 1764 nobilitierten, 1906 im Mannesstamm erloschenen Familie von Westphalen, zu der Philipp von Westphalen (Großvater), Ludwig von Westphalen (Vater) sowie Jenny Marx (geb. von Westphalen) und Ferdinand von Westphalen (dessen Kinder) gehörten sowie zu dem 1738 nobilitierten und kinderlos verstorbenen Ernst Joachim (von) Westphal(en).

## Geschichte
Als erster sicherer Angehöriger des Geschlechts wird in den Jahren 1249 bis 1265 der Ritter Johannes de Westvael in Urkunden genannt. Er gehörte zur Gefolgschaft der Edelherren von Schalksberg bei Minden bzw. des Bischofs von Minden.
Als seine Söhne werden in der zweiten Hälfte des 13. Jahrhunderts Arnold, Heinrich, Ludolf und Lutbert urkundlich erwähnt. Anfang bis Mitte des 14. Jahrhunderts wurden sie Burgmannen und Vasallen der Grafen von Ravensberg, der Edelherren von der Lippe und der Fürstbischöfe von Paderborn und besaßen ausgedehnten Landbesitz. Hauptsitze wurden um 1320 Lippspringe, 1370–1839 Heidelbeck, 1379 Burg Wünnenberg, 1405 Herbram und 1455 Fürstenberg bei Büren. Hinzu kamen später weitere Güter unter anderem 1602 Laer (heute ein Ortsteil von Meschede) im Sauerland, 1790 Gut Rixdorf in Holstein und 1804 Kulm in Böhmen. Auf Grund ihrer Besitzungen gehörten sie zur Ritterschaft des Hochstifts Paderborn und des Herzogtums Westfalen.
Die Grafen von Westphalen zu Fürstenberg sind die größten privaten Waldbesitzer im Paderborner Land. Die Güter Laer im Sauerland und Rixdorf in Ostholstein gehören ebenfalls zum Fürstenberger Güterbesitz.

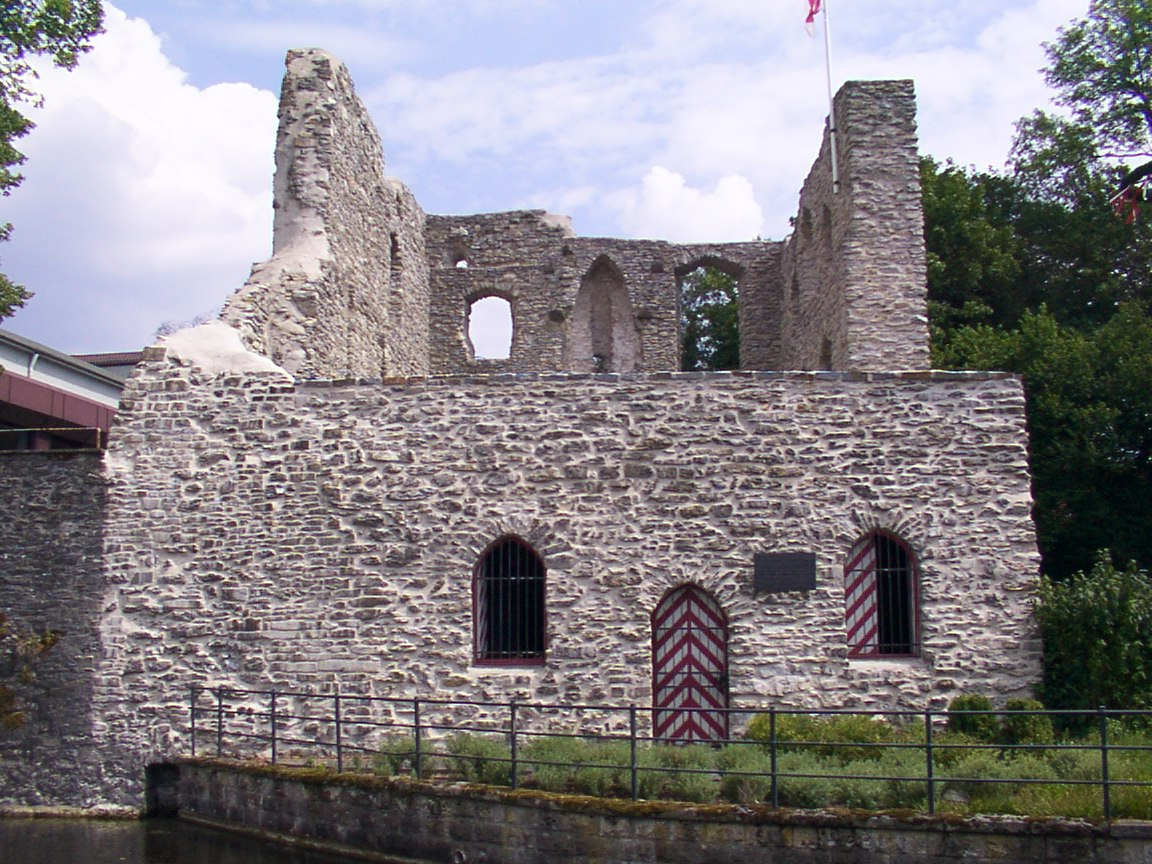
Ruine der Burg Lippspringe neben der Lippequelle
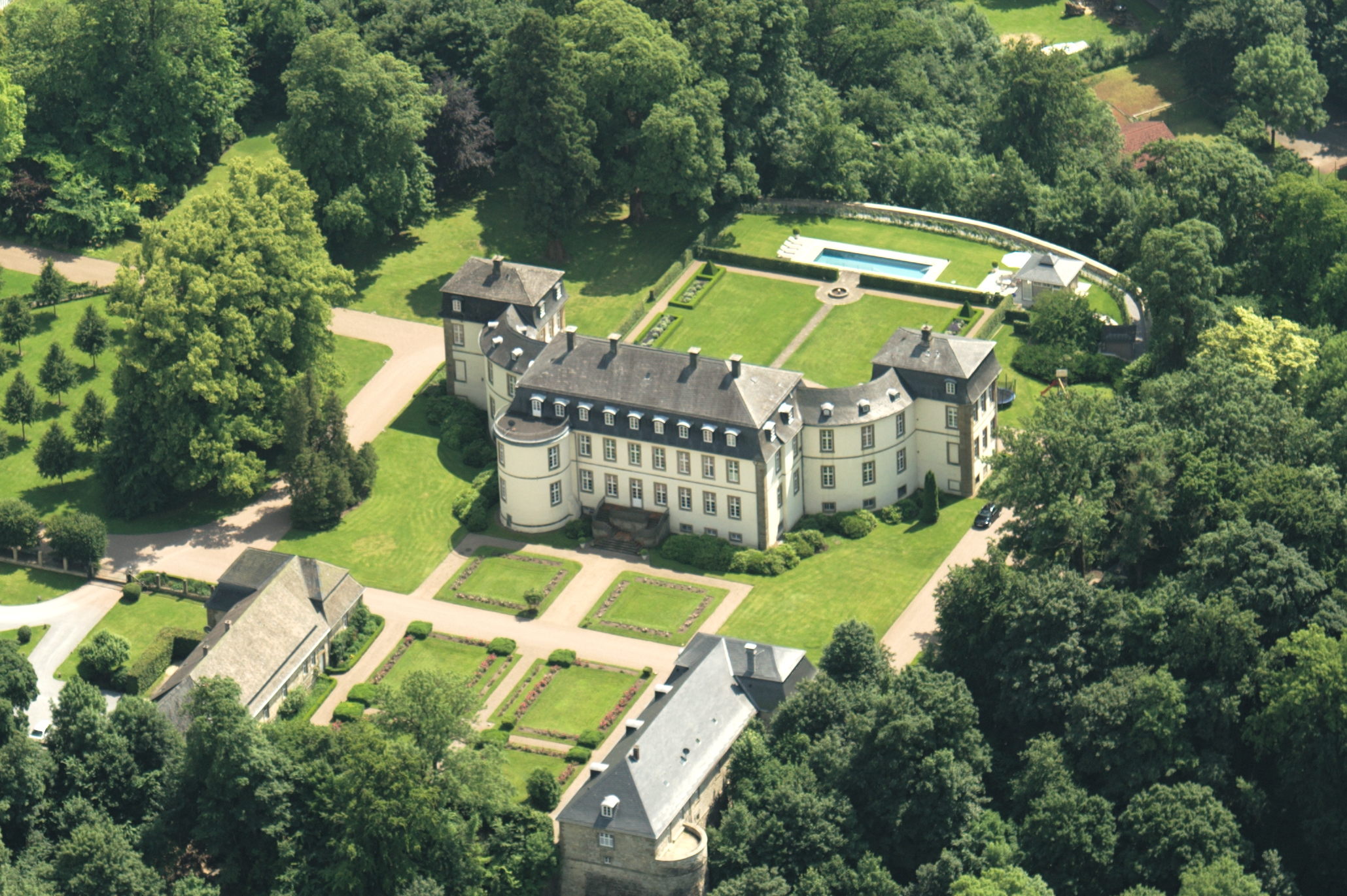
Schloss Fürstenberg bei Büren
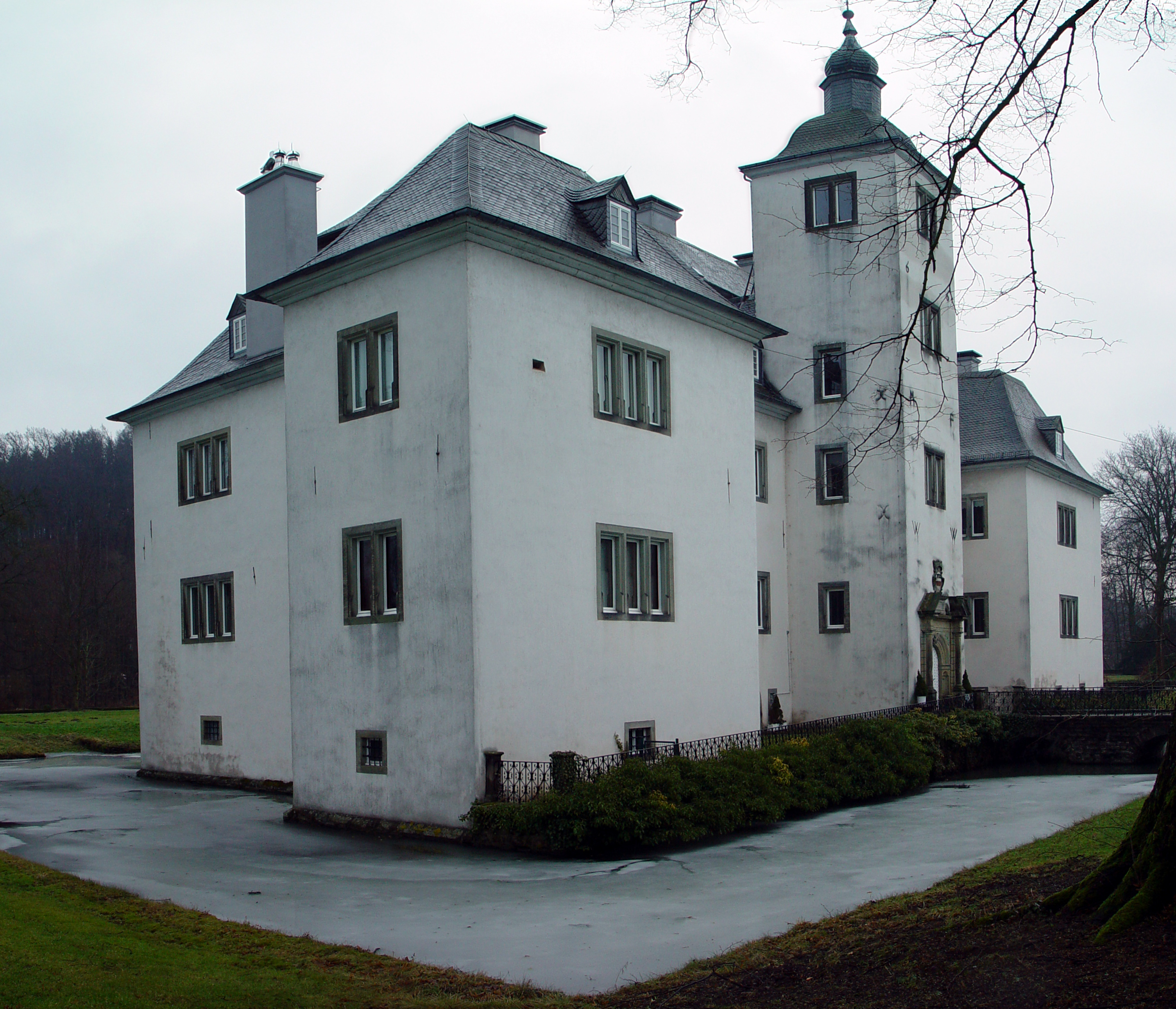
Schloss Laer bei Meschede
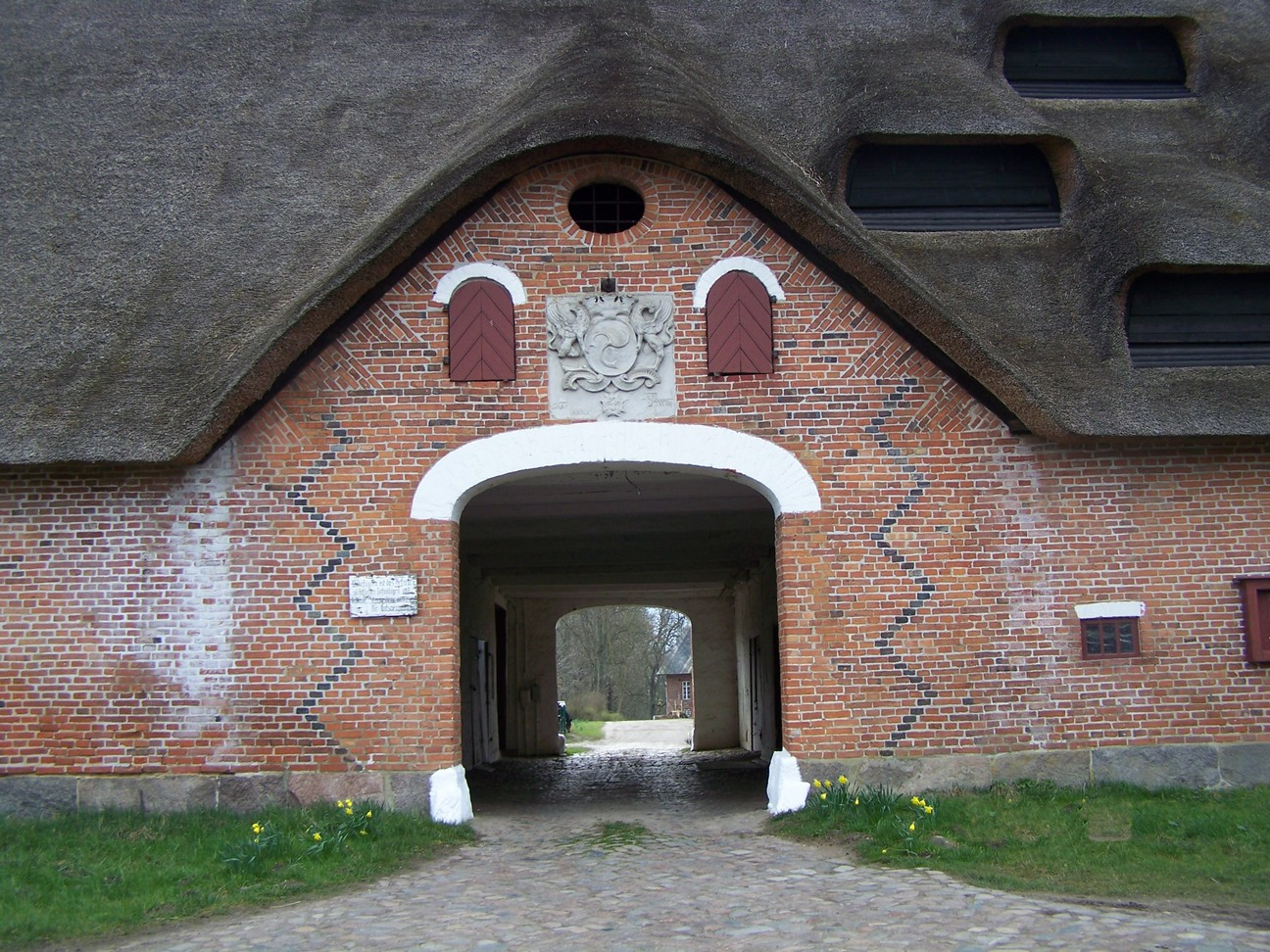
Gut Rixdorf, Holstein
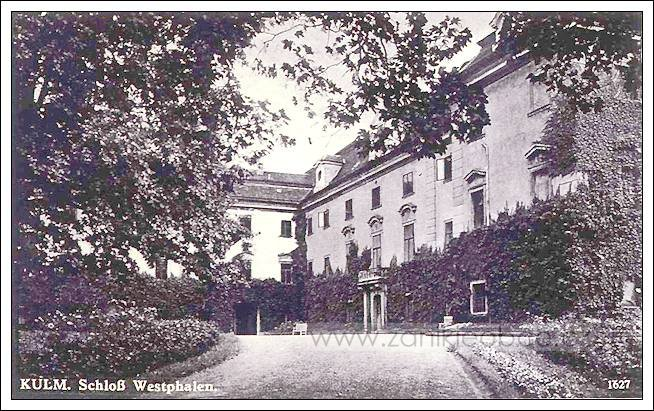
Schloss Kulm in Böhmen

In der ersten Hälfte des 15. Jahrhunderts begründeten die Brüder Johann und Wilhelm von Westphalen, Söhne von Lubbert dem Reichen, mehrere Linien. Von Johann stammen die Wünnenberger Linie mit den Zweigen zu Iggenhausen, Remblinghausen und Scheidingen, die im 17. Jahrhundert erloschen, die erste Fürstenberger Linie, ausgestorben 1773, und die Heidelbecker Linie, erloschen in der zweiten Hälfte des 19. Jahrhunderts, ab. Wilhelm gründete die noch heute bestehende zweite Fürstenberger Linie bzw. Hauptlinie Fürstenberg-Laer und die 1747 erloschene Linie Herbram.
Die Westphalen waren Erbschenken im Hochstift Hildesheim, Erb-Oberjägermeister im Hochstift Osnabrück und Erbküchenmeister im Hochstift Paderborn.
Aus der Linie Fürstenberg-Laer wurde Friedrich Wilhelm von Westphalen (* 1727; † 1789) im Jahre 1763 Fürstbischof von Hildesheim und Koadjutor seines Onkels, des Paderborner Fürstbischofs Wilhelm Anton von der Asseburg. 1782 übernahm er selbst das Amt des Fürstbischofs von Paderborn. Sein Neffe Clemens August von Westphalen erlangte 1792 die Reichsgrafenwürde. 1854 erlangte die Familie den erblichen Sitz im preußischen Herrenhaus und 1911 den ebenfalls erblichen Sitz im österreichischen Herrenhaus.

## Wappen
Das Stammwappen zeigt in Silber einen roten Querbalken, überhöht von einem fünflätzigen schwarzen Turnierkragen. Auf dem Helm ein roter Hut, dessen silberne Krempe mit zwei silbernen Federn besteckt ist, die mit dem Turnierkragen belegt sind. Die Helmdecken sind rot-silbern.

## Namensträger

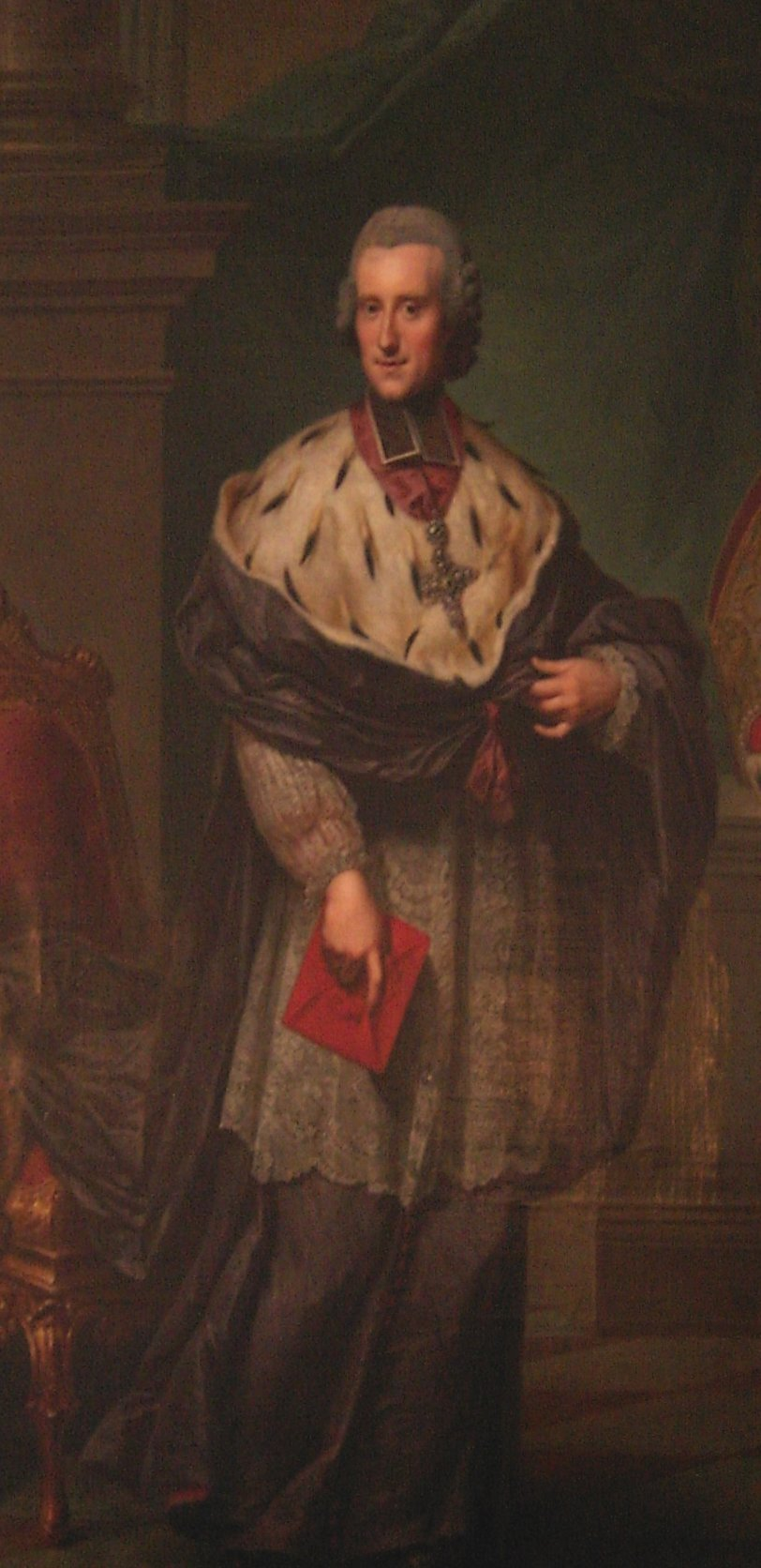
Friedrich Wilhelm von Westphalen (1727–1789), Fürstbischof von Hildesheim und Paderborn

- Heinrich Leo von Westphalen (1591–1640), kaiserlicher Obrist, Generalfeldwachtmeister
- Friedrich Wilhelm von Westphalen (* 1727; † 1789), Fürstbischof von Hildesheim und Paderborn
- Clemens August von Westphalen (* 1753; † 1818), kaiserlicher Gesandter und Kurmainzer Staatsminister, letzter Burggraf der Burggrafschaft Friedberg
- Maria Anna von Westphalen zu Heidelbeck (* 1754; † 1772), Großmutter der Annette von Droste-Hülshoff
- Clemens August von Westphalen zu Fürstenberg (* 1805; † 1885), deutscher Politiker
- Franz Graf von Westphalen zu Fürstenberg (* 1864; † 1930), Landrat im Kreis Münster
- Otto von Westphalen zu Fürstenberg (* 1875; † 1927), Landrat im Kreis Lüdinghausen
- Karl Graf von Westphalen (* 1898; † 1975), deutscher Politiker (CDU und DFU) und Journalist
- Ferdinand Alois Graf von Westphalen zu Fürstenberg (* 1899; † 1989), österreichischer Nationalökonom
- Aloysia „Wisa“ Gräfin von Westphalen zu Fürstenberg (geb. Freiin von Spiegel zu Peckelsheim * 1910; † 1993), deutsche Kunstmalerin
- Johanna Reichsgräfin von Westphalen zu Fürstenberg (geb. Gräfin von Galen * 1936; † 2016), deutsche Politikerin, Gründerin und langjährige Vorsitzende der Organisation Christdemokraten für das Leben (CDL)
- Friedrich Graf von Westphalen (* 1940), deutscher Rechtswissenschaftler und Rechtsanwalt
- Joseph Graf von Westphalen (* 1945), deutscher Schriftsteller
- Raban Graf von Westphalen (1945–2025), deutscher Politologe und Hochschullehrer
- Gerlinde Gräfin von Westphalen (* 1966 als Gerlinde Sommer), deutsche Galeristin, Publizistin und Kuratorin